# Comuna de Klonowa
Klonowa (polaco: Gmina Klonowa) é uma gminy (comuna) na Polónia, na voivodia de Lodz e no condado de Sieradzki. A sede do condado é a cidade de Klonowa.
De acordo com os censos de 2004, a comuna tem 3066 habitantes, com uma densidade 32,1 hab/km².

## Área
Estende-se por uma área de 95,37 km², incluindo:
- área agricola: 63%
- área florestal: 32%

## Demografia
Dados de 30 de Junho 2004:
|                      | Total   | Total | Mulheres | Mulheres | Homens  | Homens |
| -------------------- | ------- | ----- | -------- | -------- | ------- | ------ |
|                      | pessoas | %     | pessoas  | %        | pessoas | %      |
| População            | 3066    | 100   | 1554     | 50,7     | 1512    | 49,3   |
| Densidade (pop./km²) | 32,1    | 100   | 16,3     | 16,3     | 15,9    | 15,9   |

De acordo com dados de 2002, o rendimento médio per capita ascendia a 1310,07 zł.

## Subdivisões
- Grzyb, Klonowa, Kuźnica Błońska, Kuźnica Zagrzebska, Leliwa, Lesiaki, Lipicze, Owieczki, Pawelce, Świątki.

## Comunas vizinhas
- Brąszewice, Czajków, Galewice, Lututów, Złoczew